# Elena Roch

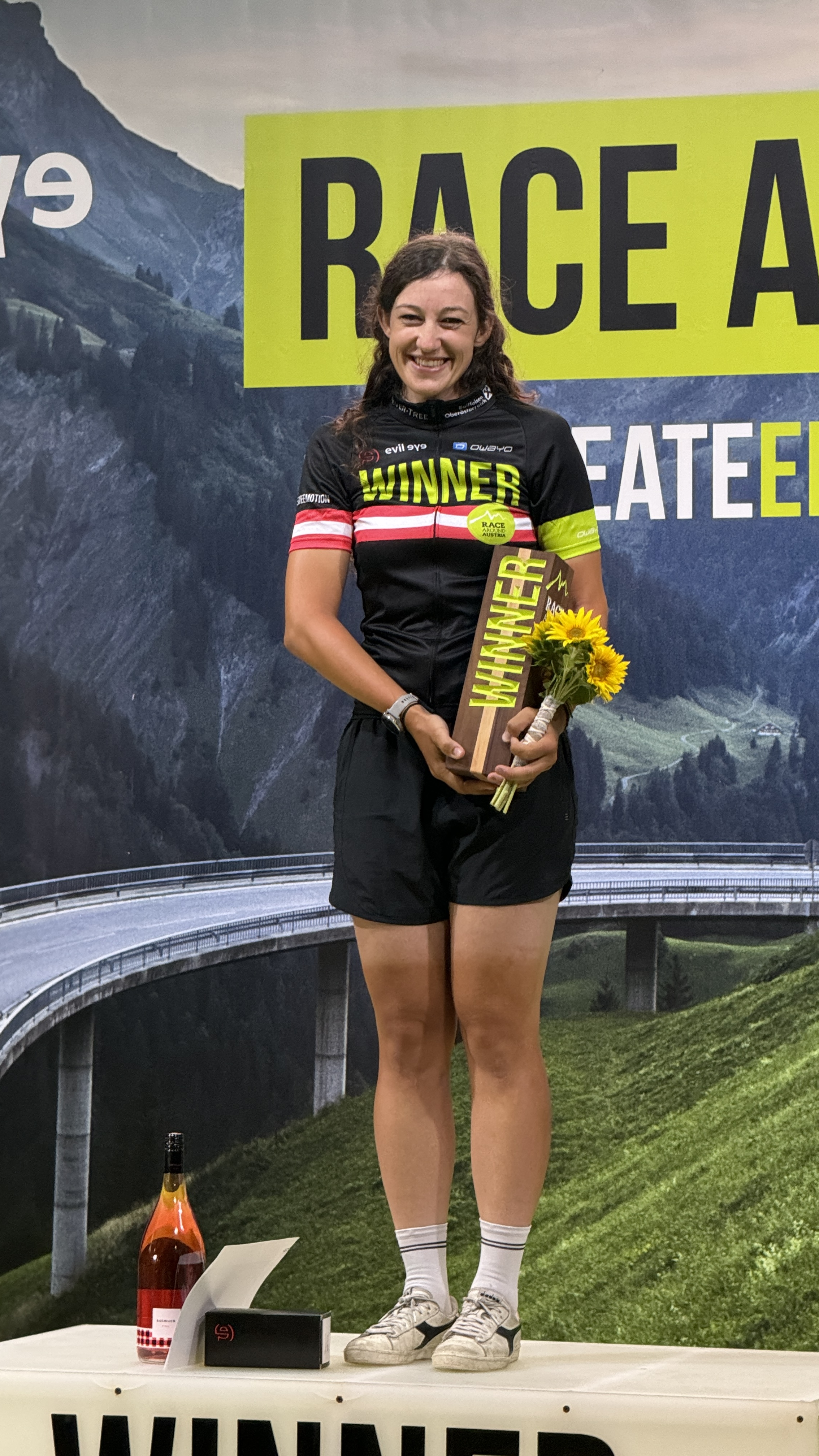
Elena Roch RAA Extrem Siegerin 2024

Elena Roch (geboren 1993 in Hollabrunn, Niederösterreich) ist eine österreichische Extremsportlerin.

## Erfolge
Sie gewann vier Mal (2020, 2021, 2022 und 2025) das „Race Around Niederösterreich“ und im Juni 2024 die Premiere des „Race Across Austria“. Am 17. August 2024 gewann sie die Frauenwertung des 16. Race Around Austria über 2.200 Kilometer im Uhrzeigersinn rund um das Land mit insgesamt 30.000 Höhenmetern. Roch erreichte das Ziel in 4 Tagen und 2 Stunden, die Zweitplatzierte Tina Büttner aus Deutschland benötigte 0,5 h länger. Zumindest diese beiden Frauen waren schneller als der schnellste Mann – eine Premiere bei dieser Rennserie. Dieser, Sebastian Mayr (Radsportler) aus Deutschland, benötigte 2 Stunden länger als die schnellste Frau. Auch 2025 gewann Elena wieder das Race Around Austria, dieses Mal wieder mit einer neuen Rekordzeit von 3 Tagen 22 Stunden 55 Minuten.
Im November 2024 gewann sie bei der Weltmeisterschaft in Borrego Springs (USA) in der Kategorie 24-Stunden-Einzel-Zeitfahren und stellt dabei bei den Damen einen neuen Streckenrekord auf.

## Berufliches
Roch bietet in Tirol seit September 2024 Rennradtrainingscamps für Frauen an.